# 菊川麻里
菊川 麻里（きくかわ まり、1972年5月24日 - ）は、日本のAV女優。LINX所属。

## 略歴
2007年にAVデビュー。
バルドエージェンシー（マークスグループ）に所属していたが、2016年のマークスグループ解散・再編によりLINX所属となる。

## 作品

### アダルトビデオ
2007年
- 人妻温泉 癒し系 19（9月14日、クリスタル映像）[2]
- 熟れ濡れ奥さまはスゴ淫です 9（10月12日、クリスタル映像）[2]
- 息子に揉まれてみた母（11月8日、タカラ映像）[2]
- 近親相姦 座敷妄想の欲情（11月24日、ルビー）[2]
- 息子に犯される母（12月22日、ビーエムドットスリー）[2]

2008年
- 息子を愛する母（4月19日、MARIA）[2]
- 人妻闇号泣レイプ（4月25日、ドリームステージ）[2]
- セレブ奥様待ち伏せ強制中出し（6月10日、Yellow Duck）[2]
- 裏切られた母子家庭（6月19日、センタービレッジ）[2]
- 近親相姦中出し親子（7月24日、センタービレッジ）[2]
- 中出し近親相姦 母の躾（8月7日、センタービレッジ）[2]
- 妖艶おんな愛戯 絡み合う淫らな女露の調べ（9月25日、マドンナ）[2]

2009年
- 団地妻のイケナイ昼下がり 14 生中出し（2月25日、TMクリエイト）[2]
- 密愛 ～息子好きな義母たち～（2月25日、エマニエル）[2]
- 熟女の手を使わない尺八 VOL.2（8月20日、AROUND）[2]
- 尻穴 豚足で犯された社長夫人（12月18日、大洋図書）[2]

2010年
- 巨乳姑 嫁いじめ2（1月1日、シネマジック）
- 近親相姦 巨尻義母の誘惑（2月15日、STAR PARADISE）
- 黒人政治家と処女と女将（2月19日、大洋図書）
- お受験ママ アナル残酷物語2（3月1日、シネマジック）
- ドS熟女に責め続けられたM男 3（3月25日、未来・フューチャー）
- ～再会～ 憧れのミセス同級生（4月15日、STAR PARADISE）

2011年
- ふやけるビク乳首の極上コース（1月13日、啖壺奇譚）
- 人妻アナルレズ 同性愛異常性欲（5月1日、U&K）
- カムアウト ～妻へ　あるおむつ夫婦の決心 赤裸々な性癖白書2（6月24日、ヤプーズマーケット）

## 出演

### 映画
- 大性豪（2014年4月3日、香港）

### オリジナルビデオ
- OLの性（2015年、 草野陽花監督）香織(40代OL)編 - 香織 役